# Río Sara
El río Sara (en árabe, Bahr Sara) es un río del África central, uno de los principales afluentes en su curso alto del río Chari (a su vez principal afluente del lago Chad), que discurre en la República Centroafricana y el Chad. En su curso alto se llama río Ouham, nombre con el que es conocido en la República Centroafricana. A veces se denomina como «río Bahr Sara», un caso claro de tautopónimo, ya que bahr, en árabe significa ‘mar’ o ‘masa de agua’.
El Sara-Ouham tiene una longitud de 676 km y el sistema Chari-Sara-Ouham, con 1740 km (más largo que el propio Chari, que solamente tiene 1400 km) estaría entre los 90 ríos más largos del mundo.

## Geografía
El río Sara nace en la República Centroafricana. Se compone de varias ramas o fuentes, siendo la más importante el río Ouham, que a veces se considera como su curso alto, un río que dio su nombre a las dos prefecturas de la República Centroafricana por las que discurre (Ouham y Ouham-Pendé). El Sara fluye generalmente en dirección N-S y después de adentrarse en el Chad desemboca, por la margen izquierda, en el Chari 25 km aguas abajo de la ciudad de Sarh (antiguo Fort-Archambault).
El Sara es el principal afluente del Chari (junto con el río Logone) y en la confluencia lleva más agua que el propio Chari.

## Hidrometría
El caudal del río se ha observado durante 34 años (1951-1984) en Moïssala, localidad del Chad ubicada unos 150 km de la desembocadura en el Chari. En Moïssala, el caudal medio anual observado en ese período fue de 480 m³/s para una zona drenada de unos 67.600 km², casi el 95% de la cuenca del río.
Caudal medio mensual del río Sara (Bahr Sara) medido en la estación hidrológica de Moïssala (en m³/s)
(calculado con datos de un periodo de 34 años, 1951-1984).